# 서울성북우체국
서울성북우체국(서울城北郵遞局)은 서울 성북 지역에 우편 · 금융서비스를 제공하는 서울지방우정청 소속 우체국이다. 서울특별시 성북구 동소문로 310에 있다.

## 기본 정보
- 주소: 서울특별시 성북구 동소문로 310 (하월곡동)
- 우편번호: 02733

## 연혁
- 1986년 12월 12일: 현 위치에서 서기관국으로 개국
- 2014년 1월 1일: 우편구역을 다음과 같이 고시[1]

| 배달국         | 배달구역      | 구역번호      |
| -------------- | ------------- | ------------- |
| 서울성북우체국 | 성북구 전지역 | 02700 ~ 02880 |

- 2014년 7월 4일: 국민대학교우체국, 동덕여자대학교우체국, 서경대학교우체국, 성신여자대학교우체국 폐국[2]
- 2017년 5월 31일: 한국과학기술원우체국 폐국[3]
- 2017년 8월 17일: 성신여자대학교우편취급국 폐국[4]

## 관할 우체국
| 우체국명                 | 사진 | 주소                                           | 비고                                |
| ------------------------ | ---- | ---------------------------------------------- | ----------------------------------- |
| 고려대학교우체국         |      | 서울특별시 성북구 안암로 145(안암동5가)        |                                     |
| 국민대학교우체국         |      | 서울특별시 성북구 정릉로 77(정릉동)            | 2014년 7월 4일 폐국                 |
| 국민대학교우편취급국     |      | 서울특별시 성북구 정릉로 77(정릉동)            |                                     |
| 동덕여자대학교우체국     |      | 서울특별시 성북구 화랑로13길 60(상월곡동)      | 2014년 7월 4일 폐국                 |
| 삼익아파트우편취급국     |      | 서울특별시 성북구 안암로9길 30(안암동3가)      |                                     |
| 서경대학교우체국         |      | 서울특별시 성북구 서경로 124(정릉동)           | 2014년 7월 4일 폐국                 |
| 서경대학교우편취급국     |      | 서울특별시 성북구 서경로 124(정릉동)           |                                     |
| 서울돈암동우체국         |      | 서울특별시 성북구 보문로 178(삼선동4가)        |                                     |
| 서울동소문동우체국       |      | 서울특별시 성북구 성북로2길 31(동소문동1가)    |                                     |
| 서울석관1동우편취급국    |      | 서울특별시 성북구 한천로 584(석관동)           |                                     |
| 서울석관동우체국         |      | 서울특별시 성북구 화랑로 203(장위동)           |                                     |
| 서울성북2동우편취급국    |      | 서울특별시 성북구 성북로 59(성북동)            |                                     |
| 서울월곡1동우편취급국    |      | 서울특별시 성북구 오패산로3길 58(하월곡동)     |                                     |
| 서울장위1동우편취급국    |      | 서울특별시 성북구 장위로 60(장위동)            |                                     |
| 서울장위동우체국         |      | 서울특별시 성북구 돌곶이로28길 3(장위동)       |                                     |
| 서울정릉우체국           |      | 서울특별시 성북구 보국문로 12(정릉동)          |                                     |
| 서울종암동우체국         |      | 서울특별시 성북구 종암로 64 (종암동)           |                                     |
| 성신여자대학교우체국     |      | 서울특별시 성북구 보문로34다길 2(돈암동)       | 2014년 7월 4일 폐국                 |
| 성신여자대학교우편취급국 |      | 서울특별시 성북구 보문로34다길 2(돈암동)       | 신설 일자 불명 2017년 8월 17일 폐국 |
| 한국과학기술연구원우체국 |      | 서울특별시 성북구 화랑로14길(하월곡동)         | 2017년 5월 31일 폐국                |
| 한성대학교우편취급국     |      | 서울특별시 성북구 삼선교로16길 116 (삼선동2가) |                                     |

## 조직
- 영업과
- 우편물류과
- 경영지도실
- 지원과